# Norske flyvere i Toronto
|  | Denne artikel er oprettet af botten Steenthbot ud fra en ekstern database. Den kan derfor have sproglige fejl eller mangler. Denne skabelon kan fjernes efter kontrol af indholdet. |

Norske flyvere i Toronto er en canadisk dokumentarisk optagelse fra 1942.

## Handling
Little Norway var en træningslejr for det norske flyvevåben i Ontario, Canada, under Anden Verdenskrig.